# Aiguefonde
Aiguefonde (en occitano, Aigafonda) es una comuna francesa situada en el departamento de Tarn, en la región de Occitania.

## Demografía
| 2019 | 2068 | 2105 | 2588 | 2752 | 2631 | 2510 |
| Para los censos de 1962 a 1999 la población legal corresponde a la población sin duplicidades (Fuente: INSEE [Consultar]) |      |      |      |      |      |      |